# Будівля водолікарні (Миргород)
Будівля водолікарні (Миргород) - одна з будівель зведених для курорту Хорол, участь в архітектурному вирішенні яких брав Опанас Георгійович Сластіон. На сьогодні всі три будівлі втрачені: водолікарня, їдальня-клуб, грязелікарня.

## Передумови створення
1912 рік. Міське управління Миргорода уклало договір з харківською гідротехнічної фірмою В.В.Віннінга на буріння артезіанського колодязя для постачання населення міста питною водою.
Серпень 1912 року. Початок буріння свердловини.
1914 рік. Завершення буріння на дев’ятому водоносному горизонті на глибині 648 м. Загальний обсяг води зі свердловини становив до 50 000 відер на добу. Однак за результатами досліджень вода була визнана неприданою для пиття.
Грудень 1914 року. Міське управління приймає свердловину в експлуатацію, а Міська Дума вирішила: 
«использовать воду буровой скважины, ввиду ее чистоты, как водоем для хозяйственных надобностей населения города, провести ее на пожарный двор для потребностей пожарного обоза; провести ее также в городскую баню и устроить возле бани, на открытой площадке, обширный бассейн для летних купаний...».
«...Население, обратив внимание на высокую температуру воды, на ее соленость и запах сероводорода… …решило пользоваться водою, как лечебной… Забиралась вода сначала городским населением, а потом распространение получила она как лечебное средство и на хуторах, а также и в отдаленных деревнях, куда стали забирать ее бочками. Разговоры о целебности воды росли».
11 серпня 1915 року. Медична рада, на підставі фізико-хімічного дослідження води, виконаного в лабораторії Військово-Медичної Академії, постановила:
«...вода имеет лечебное значение при наружном ее использовании в виде ванн».
1916 рік. Медична Рада Військово-Медичної Академії данає дозвіл на використання води миргородського джерела як внутрішній лікувальний засіб і розливати її для вивезення в інші міста.

## Історія будівництва
Кінець 1915 – початок 1916 років.
«1) устроить в г. Миргороде лечебное заведение со всеми при нем службами, а равно и гостиницей для приезжих больных; 2) отвести для этих построек городские участки земли в центре города: пожарный двор, сквер против собора, а также соборную площадь для разведения здесь парка; 3) пригласить для разработки проектов строительства инженера и врача-бальнеолога».
Відповідно до цих рішень Міська управа запропонувала проект експлуатації джерела лікарю Одеського Хаджибєєвського лиману А. В. Чаушанському та голові будівельного відділу Одеського відділення Імператорського Російського технічного товариства цивільному інженерові В. І. Зуєву.

29 березня 1916 року. В Одеському Бальнеологічному товаристві були розглянуті проекти майбутніх будівель лікарні, розроблених інженером В. І. Зуєвим. Кошторис на будівництво (за цінами мирного часу) становив 383 900 рублів. При обговоренні проекту зазначалось, що:
«детали устройства и оборудования проектируемой водолечебницы в Миргороде чрезвычайно близко подходят к лучшему из подобного рода сооружений на западе, а именно, напоминает купально-гидропатическое заведение во Франкфурте-на-Майне. И там, и в Миргородском проекте особенное внимание обращено и превосходно разработано устройство и оборудование помещения для массовых купаний в проточном бассейне в течение круглого года».
16 квітня 1916 року. Затвердження проекту будівель лікарні на засіданні Миргородської міської Думи. За відсутності достатніх фінансів, бо через зростання вартості матеріалів кошторис збільшився практично до мільйона рублів, Миргородська міська Дума звернулась до Спілки земств та міст з пропозицією використовувати джерело для потреб хворих та поранених.

Червень, серпень 1916 року. Всеросійські земські та міські спілки відповіли на запит Миргородської думи, що:
«в настоящее время для использования лечебного источника в Миргороде и постройки бараке для ванн в распоряжении союзов не имеется свободного кредита» 
15 квітня 1917 року. Відкриття в одній з міських будівель ванного відділення.

1918 рік. Джерело передано Полтавському губернському земству на умовах концесії. І.А. Зубковський зазначав, що:
«...земство обязалось для водолечебницы устроить временный барак, в котором предположено установить 30 кроватей для стационарных больных, пользующихся ваннами… …Здание означенного барака, в украинском стиле, уже возводится на Соборной площади, вблизи самого источника. Площадь эта будет огорожена и засажена кустарниками и древесною растительностью. План разбивки здесь сквера разработан давно уже и любезно выслан председателем Одесского технического общества В. И. Зуевым».
1918 рік. Полтавське губернське земство «устроило летний временный барак на 30 стационарных больных при 14 ваннах, а также и курортную столовую». Водолікарня була введена в експлуатацію, хоча слід зазначити, що всі будівлі курорту зводилися тоді, як тимчасові.
За припущенням В. Чепелика Опанасу Сластіону належить розроблення декоративно-пластичного вирішення будівлі, в основі якого покладено план, розроблений інженером В. І. Зуєвим та лікарем А. В. Чаушанским.. Але документально лише відомо, що з проекту Зуєва був реалізований парк.
1 червня 1920 року. Відбулось засідання курортної колегії під головуванням директора курорту І.А. Зубковського. Крім іншого, було вирішено:
«...признать необходимым закончить в настоящем строительном сезоне начатые постройки и выполнить намеченный ранее строительный план: ...обложить кирпичом главное здание, что даст возможность работать зимой, без этого здания погибнет… в текущий сезон приступить к нивелировке площади подле водолечебницы и древонасаждению».
Серпень 1920 року. Відділ охорони здоров’я Полтавського райвиконкому повідомляє в санаторно-курортний відділ Наркомздраву, що:
«Миргородская водолечебница функционирует с апреля, стационарных мест 35, амбулаторных в среднем около 300. Распределение мест: 9 – красноармейцам, 8 – в Полтаве, остальные – уездам».
13 січня 1921 року. Санаторно-курортний відділ Полтавського райвиконкому повідомляє Наркомздраву що передбачається «Капитальный ремонт, расширение помещения и исправление труб».
1922 рік. Згідно з угодою про оренду, Полтавский губздрав зазначав, що орендар – Полтавска райспоживспілка має «отремонтировать буровую щель, обложить кирпичом главное здание водолечебницы, дооборудовать электрическую станцию».
1924 рік. І.А. Зубковский написав в статті до журналу «Курортное дело», що «...водолечебница, постройка очень легкая с тяжеловесной черепичной крышей, – начинает уже садиться и требует укрепления кирпичными столбами».
1925 рік. За матеріалами досліджень, в цей рік ніби було добудовано два додаткових об’єми до основного центрального об’єму добудовано 2 бічних крила, через що будівля отримала П-подібний план.
1926 рік. В короткому описі курорту в Миргороді Н.Є. Олешко значилось, що «…Водолечебница – здание в украинско-готическом стиле, покрыта черепицей, с высокими готическими крышами, всегда светлое, всегда сухое. В этом здании находится курзав, стационар на 40 кроватей и отделение для минеральных ванн».
1927 рік. За повідомленням «…художницы В.С. Панащатенко художник Сластион, который и ранее участвовал в разработке проектов первоначальных корпусов санатория, создает проекты ваз, да и других элементов благоустройства».

## Опис будівлі
Будівля водолікарні розташовувалась в центральній частині території курорту «Миргород» ліворуч від алеї що йде від вулиці М. Гоголя до мосту через річку Хорол. В свій час пам’ятка відігравала провідну роль у формуванні комплексу курорту, формуючи колись разом з будівлею грязелікарні та їдальні-клубу первісне містобудівне ядро.
Будівництво все нових корпусів з часом зменшило роль водолікарні, як містоформуючої одиниці та домінанти в історичному середовищі курорту. Однак водолікарня залишалась невід’ємною складовою частиною архітектурного комплексу курорту.
Будівля водолікарні становила собою одноповерхову споруду з високим дахом, яка виступає центральною частиною і двома ризалітами. Об’ємно-просторова композиція складалась з декількох об’ємів, кожен з яких було вирішено просто і своєрідно, а в цілому створювало закінчений архітектурний образ. Два прямокутних в плані крила, північний і південний, об’єднувались центральним об’ємом, утворюючи зі сходу глибокий курдонер. Стрічкові фундаменти були викладені з повнотілої глиняної цегли червоного кольору на вапняно-піщаному розчині. Фундаменти були викладені на міцній забутовці, виконаній по ширині фундаменту підбетонкою з цегляного щебеню, залитого вапняно-піщаним розчином. Підбетонка влаштовувалась на суглинок. Поздовжні та поперечні несучі стіни будівлі були пов’язані між собою перев’язкою швів. Викладені з червоної цегли на вапняно-піщаному розчині. Пластичне рішення західного і східного фасадів центрального корпусу було вирішено по-різному. Їх об’єднує лише висока шатрова башточка по осі центральних входів, які з боку західного фасаду розташовані в п’ятигранному ризаліті, а зі східного – оформлені трикутним фронтоном.
Прямокутні виступи на фасадах, дві кутові витончені башточки, поєднання різних по висоті об’ємів, перехід від поверхні даху до вертикальної стіни через значно винесений піддашок створювало значний архітектурний ефект та неповторну гру світлотіні. У зовнішніх цегляних стінах над віконними і дверними отворами були виконані рядові цегляні перемички.
Відмінною особливістю пам’ятки було чітко виявлене на фасадах, розмірами віконних і дверних прорізів, функціональне призначення окремих приміщень і його композиційних складових.
Великому центрального залу – вестибюлю на фасадах відповідають найбільші в будівлі двері та вікна, що освітлюються з торців, коридори-рекреації відзначені на фасадах рядом однакових вікон, вікнами вдвічі більшого розміру, підсобні приміщення південного і північного крила освітлюються парою малих вікон.
Площини фасадів будівлі були пофарбовані в білий колір, рівно як й каркасно-набивні стіни першого поверху, огорожі, центральна вежа, невеликі пояси-перехоплення малих башточок, стінки слухових вікон, фронтони.
Обрамлення вікон та вікнами та декоративні елементи центральної вежі мали темнуватий колір (ймовірно тонування дерева або пофарбування).
Тільки дві стіни брандмауерів, що відокремлюють центральну частину будівлі, не були пофарбовані та мали природний колір червоної цегли. Внутрішні поперечні стіни були цегляними. Перегородки були двох типів. Перший – це каркас із брусів та колод з прогоном поверх із заповненням з очерету або хмизу з наступним оштукатурюванням їх глиняним розчином з додаванням посіченої соломи. Цей тип перегородок був виконаний одночасно з будівництвом будівлі водолікарні. Другим типом перегородок був рейковий каркас, обшитий листами сухої штукатурки.
Підлога була двох типів. Перший – дощатий, з дощок 40-50 мм по дерев’яних лагах, покладеними на цегельні стовпчики; другий тип 2-й тип підлоги становив керамічні плитки різної форми і кольору, укладені на бетонну підготовку. Другий тип становив 60% від загальної площі будівлі. Горищне перекриття було дерев’яним по дерев’яних балках, покладеними на зовнішні цегляні стіни і внутрішню поздовжню перегородку першого типу з кроком 0,7 м та з заповненням з хмизу, яка виконувала роль накату. Знизу балки та заповнення з хмизу або комишиту були оштукатурені глиняним розчином з додаванням посіченої соломи.
Конструктивна схема даху становила похилі крокви, встановлені з кроком 1,0-1,2 м з затяжками та стійками, які спиралися на дерев’яні балки горищного перекриття.
Покриття даху було виконано з масивної червоної гончарної черепиці типу «Marseille», покладеної по дерев’яних брусках, які кріпляться до кроквяних ніг.
Ухил покрівлі становив 450-500.
Поєднання червоної черепичної покрівлі з білим полем стін і дерев’яними лиштвами шестикутних дверних і віконних прорізів робило зовнішній вигляд споруди доволі мальовничим.
До північного ризаліту примикали цегляні сходи, які вели до підвалу. Біля південного ризаліту розташовувався цегляний ґанок з чотирма сходинками, які вели до будівлі.
З боку західного фасаду, в межах виступаючої частини розташовувався цегляний ґанок в 4 сходинки.
Будівля водолікарні первісно була дерев’яною.

## Від 40-х до сучасності
Березень 1944 року. Будівля водолікарні та ряд інших будівель курорту прийняли перших хворих, здебільшого інвалідів війни. Однак,
«если первоначальные корпуса были преимущественно деревянными, то новый кирпичный корпус отодвигает их на вторые позиции и по мере строительства все новых и новых корпусов на правой, а затем и на левом берегу они все меньше и меньше привлекают внимание администрации и общественности. Они ветшают, изнашиваются, а ремонты и реконструкции, проводимые безразличными к их архитектуре людьми, искажают их первоначальный облик... К 1974 году бывший главный корпус санатория (водолечебница) уже не использовался по прямому назначению, большинство его помещений пустовало, некоторые использовались под склады ломаной мебели и других ненужных предметов оборудования. В июне-июле 1974 года корпус диетической столовой-клуба был снесен. То же грозило корпусу водолечебницы».
В повоєнний період на північному фасаді закладено дверний поріз, змінювалася розбивка і розмір отворів західного фасаду північного крила, увійшовши в повне протиріччя з первісним рішенням З’явився дверний проріз на південному фасаді північного крила.
Відбувалися зміни і менш значні, але такі, які призвели до поступової втрати початкової конфігурації в плані п’ятигранної тераси та її огорожі, що змінили форму центрального ґанку. В 1950-ті роки на ньому з’явились немасштабні поливні вази, відбулась втрата завершень веж, а всі дерев’яні елементи фасаду вище вінчаючого карнизу були пофарбовані в темний колір (крім віконних заповнень).
1970-і роки. Зі східного боку фасаду, в межах центрального об’єму, було добудовано майданчик, вхід на який забезпечували цегляні сходи в 6 сходинок. Будівництво майданчика і ґанку на західному фасаді було викликано необхідністю спланувати невивезений ґрунт, який залишився від прокладки підземних мереж опалення, водопроводу та каналізації. В цей же час в будівлі обрушилась частина конструкцій даху та покрівлі, через перезволоження дерев’яних конструкцій, а також через їх ураження жучком-червицею.
1974 рік. Студентами Київського інженерно-будівельного інституту виконано архітектурні обміри будівлі водолікарні під керівництвом В.В. Чепелика.
1977 рік. Студентами Полтавського інженерно-будівельного інституту (нині – ПолтНТУ ім. Ю. Кондратюка) виконано архітектурні обміри будівлі водолікарні.6 вересня 1979 року. Постановою Ради Міністрів Української РСР № 442 «Про доповнення списку пам'яток містобудування і архітектури Української РСР, що перебувають під охороною держави» будівлю водолікарні по вулиці М. Гоголя, 148 взято на державний облік як пам'ятку архітектури національного значення та присвоєно охоронний № 1477.

Будівля водолікарні. Макет. Архітектор-макетник Володимир Ілющенко. Інститут «Укрпроектреставрація» (з експозиції Миргородського краєзнавчого музею).

1981 рік. Відповідно до матеріалів інженерного обстеження пам’ятки, виконаного інститутом «Укрпроектреставрація» (нині – УДНДПІ «УкрНДІпроектреставрація») будівля водолікарні перебувала в аварійному стані та потребувала проведення невідкладних реставраційних робіт.
1981 – 1990 роки. Інститутом «Укрпроектреставрація» виконувались науково-дослідні роботи та розроблялась науково-проектної документація на реставрацію будівлі водолікарні з подальшим її пристосуванням під музей історії курорту «Миргород».
Зважаючи на період виконання науково-проектних робіт, можна припустити, що будівля водолікарні була розібрана вже за часів Незалежності України.
23 квітня 1999 року. Постановою Кабінету Міністрів України № 700 затверджено Програму відтворення видатних пам’яток історії та культури України якою передбачалось відтворення будівлі водолікарні в Миргороді.
21 березня 2007 рік. Постановою Кабінету Міністрів України № 543 «Про визнання такими, що втратили чинність, постанов Кабінету Міністрів України з питань відтворення видатних пам’яток історії та культури», постанову КМУ від 23 квітня 1999 року № 700 скасовано.

## Ілюстрації
ЗДАНИЯ КУРОРТА В МИРГОРОДЕ ПО ЭСКИЗАМ О.СЛАСТИОНА. ИЛЛЮСТРАЦИИ / Група "Архітектурна спадщина України" (ФБ)

## Відеосюжети
1. Миргород. Миргородській водолікарні бути / Випуск TCM. - 6 грудня 2016 (Такого висновку дійшли учасники робочої наради, що відбулася у Миргородському краєзнавчому музеї. З конкретними ідеями та напрацюваннями щодо відновлення історичної пам'ятки миргородської водогрязелікарні, збудованої на території курорту земським архітектором Опанасом Сластіоном, в місто приїхали активісти проекту "Школи Лохвицького земства" на чолі з Ольгою Герасим'юк)

## Статті
1. Миргородській Водолікарні Бути! [Архівовано 7 січня 2017 у Wayback Machine.] / Полтавщина: неймовірне розмаїття. - 6 грудня 2016
2. У Миргороді хочуть відновити водогрязелікарню [Архівовано 7 січня 2017 у Wayback Machine.] / Новини Полтавщини. - 6 грудня 2016
3. У Миргороді відбудують водолікарню / ЕнергоЛайф.інфо. - 6 грудня 2016
4. Олена Задорожна. У Миргороді планують відбудувати символ міста – водолікарню за проектом Опанаса Сластіона / Події та коментарі. - 11 грудня 2016